# Kulm (Eggolsheim)
Der Kulm ist ein Berg in der Fränkischen Schweiz auf der Heiligenstädter Flächenalb Sein Gipfel befindet sich im Landkreis Forchheim östlich von Götzendorf im Gebiet der Marktgemeinde Eggolsheim. Südlich verläuft die Staatsstraße St2260. Nachbarberge sind im Norden der Leitzberg (531 m) und im Osten der Schleefußknock (520 m), der Botzenberg (516 m) und der Borschl (531 m), im Süden der Schloßberg und die Mirsberger Höhe (518 m). Der Berg besteht aus fossilführenden Kalkgesteinen der Frankenalb-Formation der Weißjura-Gruppe des Oberjuras  über denen sich Rendzinaböden abgelagert haben. Er ist zum größten Teil bewaldet. Auf der Südseite bauen die Drügendorfer Schotterwerke seit 1951 auf dem Drügendorfer Berg großflächig Gestein ab. In unmittelbarer Nähe befindet sich der Flugplatz Burg Feuerstein.